# 暴走温室効果
暴走温室効果（ぼうそうおんしつこうか、英:runaway greenhouse effect）とは、射出限界を超えて惑星に太陽放射が入射されたときに、水蒸気の増加などによって大気の光学的厚さが著しく増加し、大気圏を有する惑星気温の著しい上昇が起こるとする説である。

## 概要
十分に厚い光学的厚さを持った大気の場合、入力されたエネルギーは光学的に薄い層からしか射出できず、その結果、地表の温度はさらに上昇する。このように惑星の射出量は光学的厚さによって規定されるため、射出量に極大値を持つ。これを射出限界と呼ぶ。
射出限界を超えた太陽放射が入射されると、海洋が全て蒸発するまで光学的厚さの増加が起こるが、雲が大量に形成されることによってアルベドの増加による負のフィードバックも同時に働く。雲の形成など、気候の変化を抑制している負のフィードバックの限界を超え、外から入ってくる放射が外へ出て行く放射を上回る状態が続き、それに伴って気温も上昇し続ける。この現象を暴走温室効果と言い、この状態を暴走温室効果状態と言う。
この状態では、気候システム内において気温の上昇を止めるものは「気温の上昇による射出の増加」のみであり、いわゆる熱的な暴走状態であり、放射が平衡に達したときに始めて気温の上昇が止まり、気候が安定する。この状態では気温が非常に高く、水がすべて蒸発してしまって海洋が存在できないような状態であれば、暴走温室状態と言う。
一般に、暴走温室効果の「引き金」は太陽放射であり、その効果を増幅させる温室効果ガスとして想定されているのは水蒸気である。暴走温室効果の研究は太陽定数の変化がどのように気温変化に対して影響を与えるかをモデル計算により求めるというものである。太陽定数が増加すれば水蒸気濃度も増加する。増加した水蒸気濃度は大気の光学的厚さを著しく増加させ、やがては大気上層における外向きの長波放射に限界が訪れるだろうといわれている。しかし、水蒸気濃度の増加に伴い当然、雲の形成も活発に行われると予想され、正味の太陽放射に大きな影響を与えると考えられる。

## 各惑星における暴走温室効果

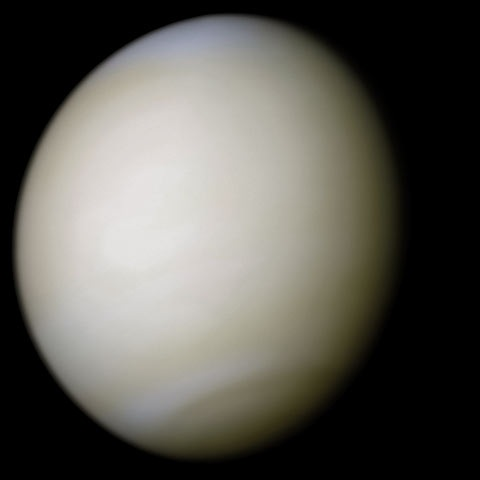
現在の金星：暴走温室状態ではない

### 金星
金星では、金星が形成された初期のころ、暴走温室効果によって気温の著しい上昇を起こした時期があったとの説がある。しかし、現在の金星は太陽放射と外向きの長波放射が釣り合っているため、現時点では暴走温室効果は起きておらず、暴走温室状態でもない。これは分厚い硫酸の雲に覆われていることで、地表に到達する正味の太陽放射の量が非常に少ないということと、光学的厚さが二酸化炭素だけでは不十分なことなどが挙げられる。
地球温暖化の研究では、二酸化炭素濃度を倍増させたときの気候感度が約1.5～5℃と見積もられている。地球の二酸化炭素濃度に比べ、金星の二酸化炭素濃度は30万倍にもなるが、気温の変化は濃度の対数で変化するといわれている。つまり、30万は2の約18.2乗なので、1.5～5℃にこれをかけると、27.3～91℃になる。これが金星における二酸化炭素による温室効果による昇温の幅である。しかし、金星の地表温度は400℃以上を超えており、金星大気においても水蒸気が温室効果として非常に大きな役割を果たしているのではないかと考えられている。金星大気は地球と比べて非常に乾燥した状態にあり、水蒸気の平均混合比は約30ppm程度とごく微量ではあるが、その水蒸気のもつ温室効果は約70K～218Kと見積もられており、水蒸気は非常に少ない量であっても大きな昇温効果を持つとされている（現状では放射伝達による金星大気の放射収支の正しい評価は定まっていない）。また、高圧大気条件下における下層大気の温度は断熱圧縮により高温になる。そこから導かれる乾燥大気の温度勾配は金星も地球もあまり変わらない。金星の地表温度が高いことは、高圧条件下ということを踏まえれば十分に予測されることでもある
。
水蒸気は温室効果ガスとして地表を温めているだけではなく、水の相変化に伴う潜熱輸送による冷却過程が地表の温度を下げる役割も果たしている。しかし、金星ではこの冷却過程が機能しておらず、熱の循環が阻害された状態にある。また、金星大気を一様に覆っている硫酸による雲も内部の熱循環を妨げる要因になっている。

### 地球
地球が誕生した当初は、地球の表面はマグマオーシャンと呼ばれるマグマの海で覆われ、水も水蒸気として存在していた。この原因は、地球の誕生当初からの熱、微惑星の衝突による熱なども考えられているが、水蒸気などに起因する暴走温室効果が働いていたと言う説もある。
地球温暖化ではいわゆる水蒸気フィードバックによる温室効果の増幅作用が唱えられているが、これが直ちに暴走温室効果をもたらすものではない。二酸化炭素やメタン、あるいは水蒸気などの温室効果ガスが非常に高い濃度に達した時、あるいは太陽活動が活発化して太陽放射が大きく増加したときに、水蒸気フィードバックによる光学的厚さの著しい増加によって暴走温室効果状態になることが考えられているのであって、今後数十年～数千万年の間で、これが起こる可能性は非常に低いとされている。気候学者のジョン・ホートンによれば「暴走温室効果の条件が地球で生じる可能性は全くない」とされている
。むしろ、地質学的時間スケールにおいては、今後、二酸化炭素の欠乏によって生物圏の存続が維持できなくなる可能性が指摘されている。

## 関連記事
- 温室効果
- 金星の大気
- 暴走冷却効果
- スノーボールアース